# Coptologia
La coptologia è una disciplina scientifica e un campo di ricerca che si occupa della lingua, della religione, della cultura e della storia dei copti, gruppo etnico-religioso originario dell'Egitto. Nelle università viene considerata una materia minoritaria. Come Epoca copta viene definito quello spazio di tempo che va dalla cristianizzazione del Nordafrica, in particolare dell'Egitto e della Nubia, fino al presente.

## Origine
L'interesse europeo per la coptologia sembra essere iniziato nel XV secolo. Il termine è stato utilizzato in occasione del primo congresso internazionale di coptologia svoltosi fra l'11 e il 17 dicembre 1976 al Cairo dal titolo Colloquium on the Future of Coptic Studies. Il congresso è stato seguito dalla fondazione dell'International Association for Coptic Studies. Fra i fondatori del congresso e dell'associazione era presente Pahor Labib, direttore del Museo copto del Cairo fra il 1951 e il 1965. Le parole "coptologia" e "coptologo" furono introdotte nella lingua inglese da Aziz Suryal Atiya.

## Materia di studio
Come materia di studio viene insegnata nelle facoltà umanistiche, di studi culturali, filosofiche e teologiche. Spesso viene proposta all'interno degli studi di egittologia, perché il copto è l'ultima fase della lingua egizia. Nell'ambito dell'arte e della cultura materiale ci sono importanti intersezioni con l'archeologia cristiana e la bizantinistica. Nelle università di lingua tedesca il numero dei docenti di coptologia è stato ridotto negli ultimi anni, ma il numero delle cattedre (2) è tuttavia rimasto costante dal 1997.
La coptologia è materia di insegnamento al Higher Institute of Coptic Studies del Cairo. Del resto, essa è proposta come elemento essenziale degli studi di orientalistica e come seconda area di studi per gli egittologi nelle seguenti università:
- Università libera di Berlino
- Università di Gottinga
- Università di Monaco
- Università di Münster
- Università di Ginevra
- Università Cattolica d'America

## Campi di ricerca
I campi di ricerca della coptologia prevedono:
- lo studio della lingua copta e dei manoscritti copti
- l'archeologia cristiana relativa ai copti, alle chiese e agli insediamenti nubiani, compreso lo scavo di edifici e insediamenti copti
- lo studio degli influssi culturali sulla civiltà copta e le sue interazioni con altre culture
- questioni relative alle Chiese orientali e ai testi biblici (apocrifi)

## Coptologi famosi
- O. H. E. Burmester
- Walter Ewing Crum
- Otto Friedrich August Meinardus
- Jozef Vergote
- Hilde Zaloscer
- Rodolphe Kasser
- Stephen Emmel
- Aziz Suryal Atiya
- Iris Habib Elmasry
- Gawdat Gabra
- Pahor Labib
- Nabila Erian
- Christian Cannuyer
- Leo Depuydt